# Adansonia gregorii

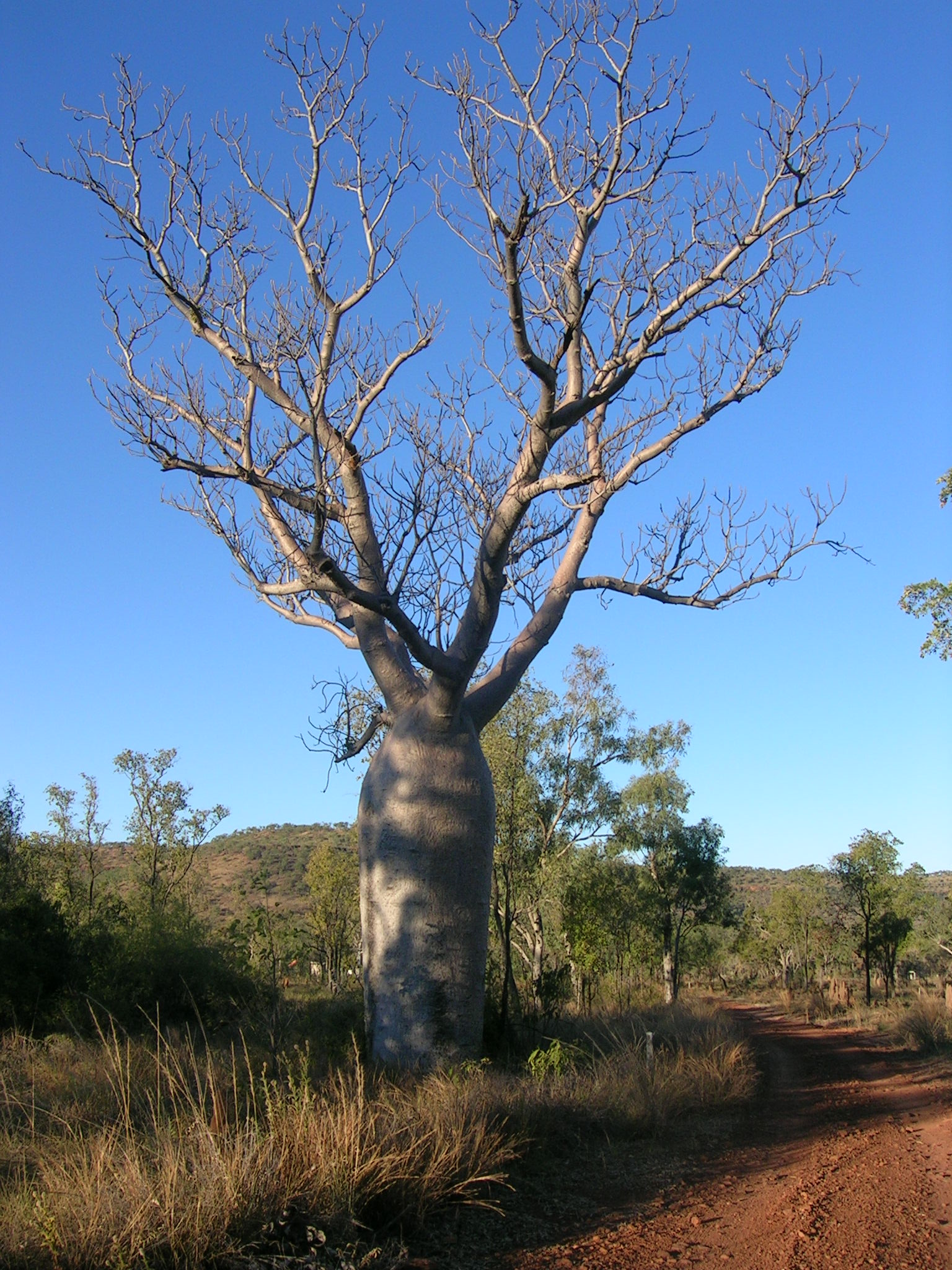
Um baobá australiano localizado no Território do Norte, na Austrália

Adansonia gregorii, comumente conhecido como o baobá, é uma árvore da família Malvaceae. Como os outros baobás, é facilmente reconhecida pelo formato de seu tronco, que forma um enorme cáudice, dando-lhe a aparência de uma garrafa. É endêmica da Austrália, ocorre na região de Kimberley na Austrália Ocidental, e no leste do Território do Norte. É a única espécie de baobá que ocorre na Austrália, as outras espécies são nativas de Madagascar (seis espécies) e do continente africano e Península Arábica (duas espécies). Tem cerca de 5 a 15 metros de altura, normalmente entre 9 e 12 metros, com um vasto formato de garrafa em seu tronco. A base de seu tronco pode ser muito grande; troncos com mais de cinco metros de diâmetro podem ter sido registrados. É uma árvore decídua, perdendo suas folhas durante o inverno seco e produzindo novas folhas e grandes flores brancas entre dezembro e maio.